# 天堂山水库
天堂山水库位于中国广东省惠州市龙门县天堂山镇，是以防洪为主，兼有发电、灌溉、旅游、养殖功能的大（二）型水库。